# Olga Helena Borsini
Olga Helena Borsini (1916 - 1981) fue una botánica, ilustradora, y taxónoma argentina. Trabajó con el talentoso botánico Horacio Raúl Descole (1910-1984).
Realizó actividades académicas en el Herbario del Museo de La Plata, y anteriormente en el Instituto Miguel Lillo. Fue especialista en las familias Scrophulariaceae, y Valerianaceae.
Su adhesión al peronismo afectaría a la carrera de la autora. Tras el golpe militar de 1955, renunció a su labor en el Lillo y se trasladó Buenos Aires.

## Algunas publicaciones
- horacio r. Descole, o.h. Borsini. 1956. Genera et species plantarum Argentinarum. Vols. 2 y 5. Editor Kraft, 99 pp.

## Honores

### Eponimia
- (Scrophulariaceae) Calceolaria borsinii Rossow[6]

- (Valerianaceae) Valeriana borsinii Rossow[7]
- La abreviatura «Borsini» se emplea para indicar a Olga Helena Borsini como autoridad en la descripción y clasificación científica de los vegetales.[8]